# Dinosuchus
Dinosuchus is een problematisch geslacht van uitgestorven alligatoride krokodillen. Het was erg groot in vergelijking met andere alligatoriden, behalve de gigantische kaaiman Purussaurus en zijn naaste verwanten. Het geslacht werd voor het eerst beschreven in 1876 op basis van een achterste ruggenwervel zonder gepubliceerd inventarisnummer uit het Braziliaanse Amazonegebied. De typesoort werd Dinosuchus terror genoemd. In 1921 werd de nieuwe soort Dinosuchus neivensis benoemd op basis van een grote onderkaak die in Colombia werd ontdekt. Dinosuchus neivensis bleek later synoniem te zijn met zowel Brachygnathosuchus braziliensis als Purussaurus brasiliensis, en werd in 1924 opnieuw toegewezen aan het oudere synoniem Purussaurus brasiliensis. In 1965 werd voorgesteld om Dinosuchus terror als een nomen vanum te beschouwen.
De naam Dinosuchus betekent 'verschrikkelijke krokodil' in het Grieks. Het moet niet worden verward met Deinosuchus (met overigens dezelfde etymologie), een grote alligatoroïde uit het Laat-Krijt van Noord-Amerika.